# Tipula anthe
Tipula anthe är en tvåvingeart som beskrevs av Mannheims 1968. Tipula anthe ingår i släktet Tipula och familjen storharkrankar. Inga underarter finns listade i Catalogue of Life.